# Silvia Navarro (handball)
Pour les articles homonymes, voir Silvia Navarro et Navarro (homonymie).
Silvia Navarro, née le 20 mars 1979 à Valence, est une handballeuse espagnole évoluant au poste de gardienne de but dans le club du BM Remudas depuis 2013. En club elle porte le numéro 16.
Elle évolue également en équipe nationale d'Espagne avec laquelle elle a été vice-championne d'Europe en 2014 et du monde en 2019. Elle est également médaillée de bronze au championnat du monde 2011 puis aux Jeux olympiques de 2012 à Londres.

## Palmarès

### Club
compétitions internationales
- vainqueur de la Coupe de l'EHF (C2) en 2009 (avec SD Itxako)
  - finaliste en 2008 (avec SD Itxako)
- vainqueur de la coupe Challenge (C4) en 2016  et 2019 (avec Balonmano Remudas)
- finaliste de la Ligue des champions (C1) en 1998 (avec BM Milar L'Eliana), 2011 (avec SD Itxako)

compétitions nationales
- championne d'Espagne en 1998, 2005 (avec Mar Valencia) et 2009, 2010, 2011 et 2012 (avec SD Itxako), 2019 (avec Balonmano Remudas)
- championne de Roumanie en 2013 (avec Oltchim Râmnicu Vâlcea)
- vainqueur de la coupe de la Reine en 2015 (avec Balonmano Remudas)

### Équipe nationale
Jeux olympiques
- médaillée de bronze aux Jeux olympiques de 2012 à Londres

championnats du monde
- finaliste du championnat du monde 2019
- troisième du championnat du monde 2011

championnats d'Europe
- finaliste du championnat d'Europe 2014